# Isla Rábida
La isla Rábida (también conocida antes como Isla Jervis) es una isla ecuatoriana que forma parte del archipiélago de las islas Galápagos, en el océano Pacífico. Está ubicada al sur de la isla Santiago, al Noreste de Isabela, y al noroeste de Santa Cruz, a unos 965 km (600 millas) de la costa firme de Ecuador. 
Lleva el nombre del Convento de La Rábida, donde Cristóbal Colón dejó a su hijo durante su viaje de conquista a América. El nombre anterior en inglés era por un almirante británico del siglo XVIII de nombre John Jervis. Tiene una superficie de 4,9 km² y una altitud máxima de 367 metros. El alto contenido de hierro de la lava de Rábida ocasiona que la isla tenga un característico color rojizo. Ocasionalmente se pueden observar flamencos en una laguna de agua salada cerca de la playa, donde pelícanos y piqueros construyen sus nidos. Se han registrado nueve especies de pinzones en esta isla.
En 1971, el Servicio de Parques Nacionales de Ecuador logró erradicar las cabras de la isla Rábida. Esta especie alteró el entorno natural y llevó a la extinción de varias criaturas nativas, incluyendo gecos, iguanas terrestres y las ratas de arroz.
Rábida es una de las islas de más variada actividad volcánica en el archipiélago.

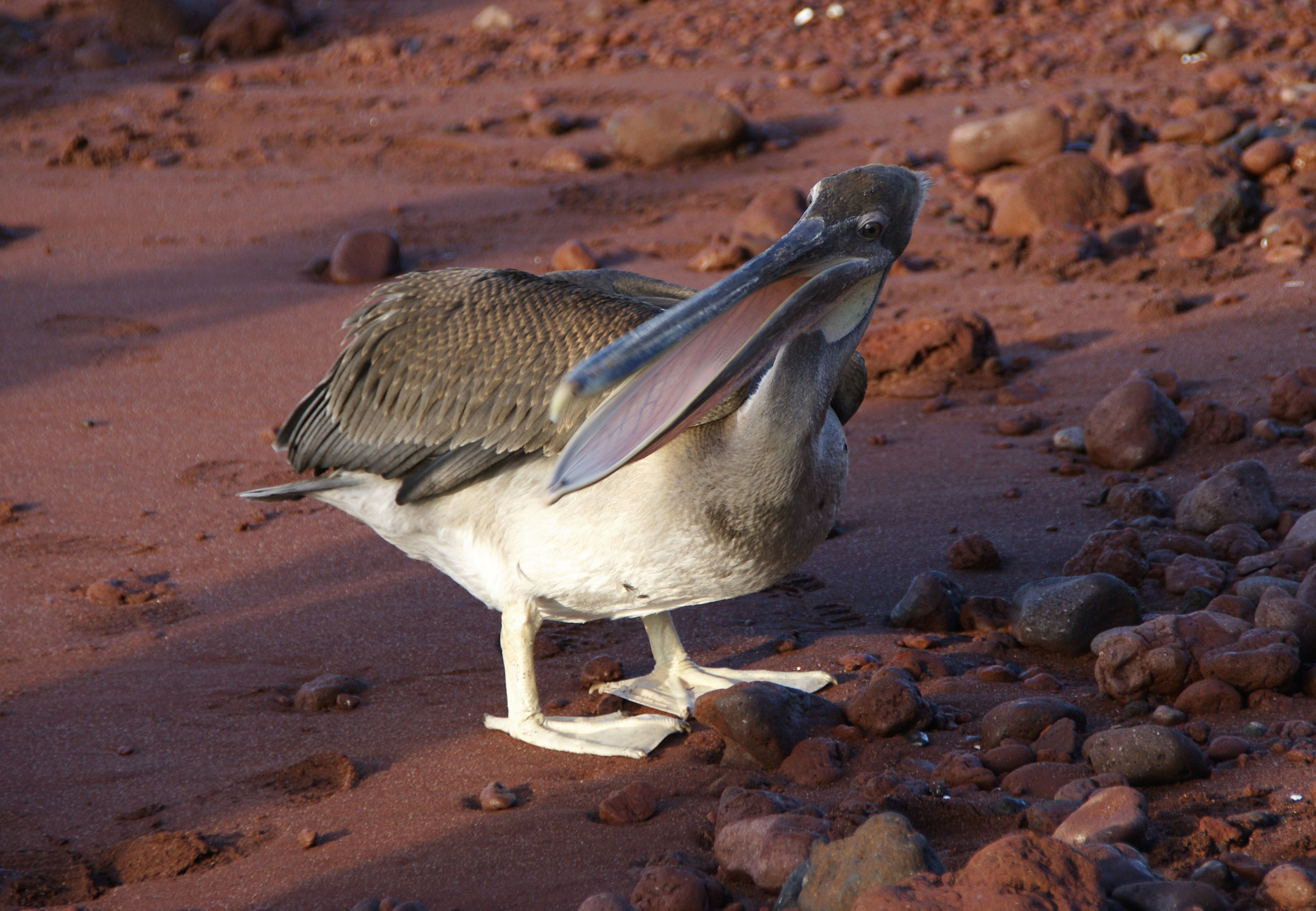
Pelicano de la Isla Rábida

## Conservación y restauración

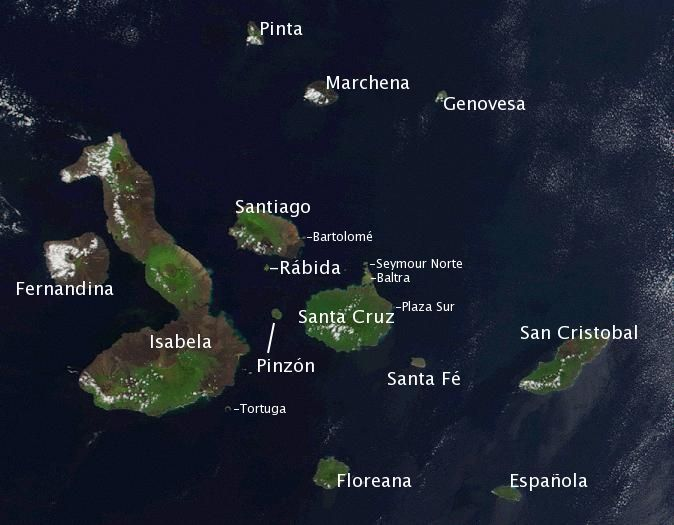
Foto satelital de las islas Galápagos.

Durante enero de 2011, el Parque Nacional Galápagos, asistidos por Island Conservation eliminaron a los roedores invasores de la isla para así beneficiar a los pingüinos de Galápagos y Scalesia stewartii (un árbol que forma margaritas y es el equivalente vegetal de uno de los pinzones de Darwin).